# Neil Mochan
Neil Mochan (Labert, 1927. április 6. – Falkirk, 1994. augusztus 28.) válogatott skót labdarúgó, csatár.

## Pályafutása

### Klubcsapatokban
1944–1951 között a Morton, 1951–1953 között az angol Middlesbrough, 1953–1960 között a Celtic, 1960–1963 között a Dundee United labdarúgója volt. 1964-ben a Raith Rovers csapatában fejezte be az aktív játékot. A Celtic együttesével egy-egy skót bajnoki címet és kupagyőzelmet ért el.

### A válogatottban
1954-ben három alkalommal szerepelt a skót válogatottban és részt vett az 1954-es svájci világbajnokságon.

## Sikerei, díjai
Celtic
- Skót bajnokság
  - bajnok: 1953–54
- Skót kupa
  - győztes: 1954
- Skót ligakupa
  - győztes (2): 1956–57, 1957–58

## Statisztika

### Mérkőzései a válogatottban
| Skócia | Skócia           | Skócia                         | Skócia   | Skócia   | Skócia   | Skócia        | Skócia | Skócia  |
| #      | Dátum            | Helyszín                       | Hazai    | Eredmény | Vendég   | Kiírás        | Gólok  | Esemény |
| ------ | ---------------- | ------------------------------ | -------- | -------- | -------- | ------------- | ------ | ------- |
| 1.     | 1954. május 19.  | Oslo, Ullevaal Stadion         | Norvégia | 1 – 1    | Skócia   | barátságos    | -      |         |
| 2.     | 1954. június 16. | Zürich, Hardturm stadion (SUI) | Ausztria | 1 – 0    | Skócia   | vb-csoportkör | -      |         |
| 3.     | 1954. június 19. | Bázel, St. Jakob stadion (SUI) | Uruguay  | 7 – 0    | Skócia   | vb-csoportkör | -      |         |
|        | Összesen         |                                |          | 3        | mérkőzés |               | 0      | gól     |